# 17e régiment d'infanterie provisoire
Pour les articles homonymes, voir 17e régiment.
Le 17e régiment d'infanterie provisoire est un régiment d'infanterie français créé en 1871 devenu en 1872 le 117e régiment d'infanterie de ligne.

## Création et différentes dénominations
- 17 avril 1871 : création du 17e régiment d'infanterie provisoire
- 1er mai 1872 : prend la dénomination de 117e régiment d'infanterie

## Colonel
- 17 avril 1871 : colonel Godefroy de Waldner de Freundstein

## Historique des garnisons, combats et batailles

### Création
L'armistice avec l'Allemagne, avait été signé le 28 janvier 1871. Au commencement d’avril, conformément à l'instruction ministérielle du 27 mars 1871, le général de Bonnet de Maurelhan de Polhès, organise à Besançon, 4 régiments provisoires, avec les prisonniers rentrant d'Allemagne.
La formation du 17e régiment provisoire forts de trois bataillons à six compagnies, organisés au moyen des officiers, sous-officiers, caporaux et soldats rentrant des prisons de l'ennemi date du 17 avril 1871. Le commandement en est donné au colonel de Waldner Freundstein, qui fut détaché de son régiment, le 55e de ligne, avec la mission de pousser activement l'organisation de ce nouveau corps.
L'organisation du 1er bataillon se fit avec rapidité, et ce bataillon partit en chemin de fer, le 20 avril, pour l'armée de Versailles, avec laquelle il concourut aux opérations du second siège de Paris.

L'organisation des 2e et 3e bataillons, commencée quelques jours après pour les premières compagnies, subit un temps d'arrêt assez long par suite de la non rentrée des prisonniers de guerre, dont le rapatriement fut subitement suspendu par le gouvernement prussien.

La paix définitive entre la France et la Prusse ayant enfin été signée à Francfort le 10 mai, le rapatriement reprit de nouveau son cours, et les prisonniers arrivèrent en nombre suffisant pour compléter les deux bataillons qui, le 16 mai, se trouvèrent avoir leurs six compagnies fortes chacune de 130 hommes, cadres compris.

Les deux derniers bataillons étaient à peine habillés, armés et équipés, qu'ils recevaient l'ordre de quitter Besançon, le 19 mai, pour aller occuper des cantonnements à proximité de la ville, dans les villages de Beure (état-major et 2e bataillon), d'Arguel (1re et 2e compagnies du 3e bataillon), de Pugey (3e et 4e compagnies du 3e bataillon), de Fontain (5e et 6e compagnies du 3e bataillon)).

### Opérations autour de Paris
2e et 3e bataillons
Les bataillons ne restèrent qu'un jour dans leurs cantonnements. Dès le 20 mai au matin, l'ordre arrivait de les quitter dans la journée pour se rendre à la gare du chemin de fer, où deux convois devaient transporter le régiment à Versailles.

La 1re colonne, composée de l'état-major et du 2e bataillon, sous les ordres du colonel de Waldner Freundstein, s'embarqua vers deux heures, et passant par Dijon, Nevers, Bourges, Tours et Le Mans, arriva le 22 au matin à Versailles, d'où elle se dirigea sur le camp de Satory, pour y camper.

La 2e colonne, composée du 3e bataillon, partit le 20, vers minuit, et arriva à Versailles le 23 au matin, et rejoignit le 2e bataillon au camp de Satory.
Pendant ce temps, l'armée versaillaise était rentrée à Paris. Chaque jour elle marchait en avant, faisant un grand nombre de prisonniers qui étaient évacués sur Versailles et sur Satory.

Le peu de troupes disponibles à Versailles et au camp de Satory fit que les deux bataillons du 17e provisoire, tout récemment arrivés, ne purent rejoindre le 5e corps dont ils devaient faire partie, et qu'ils furent retenus au camp pour y être employés à la garde des insurgés prisonniers.

Le 29 mai, le 5e corps quittait Paris pour venir occuper le camp de Satory. Les trois bataillons du 17e provisoire se trouvèrent alors réunis, et le régiment prit la place qui lui avait été assignée dans la 2e brigade de la2e division du 5e corps. Le 15e provisoire était l'autre régiment de la brigade. La 1re brigade comprenait les 13e et 14e provisoire.
1er bataillon
Parti de Besançon le 20 avril, avec les six compagnies fortes chacune de 130 hommes, le 1er bataillon, arrive le 22 à Versailles, après être passé par Dijon, Nevers, Bourges, Tours et Le Mans dirigé sur le camp de Satory et quelques jours après désigné pour former avec le 15e provisoire  la 2e brigade  sous le commandement du général Cottret de la 2e division dirigée par le général Garnier du 5e corps sous les ordres du général Clinchant.
Le 5e corps, créé par décision du 23 avril, devait rester quelque temps à Satory pour compléter son organisation et reprendre vigoureusement les exercices de détail et le tir à la cible avant d'entrer en ligne. Le 2 mai, ce corps se mit en route pour participer aux travaux de siège et s'établit derrière le 2e corps, qui avait déjà commencé l'attaque du fort d'Issy. Le bataillon du 17e provisoire fut placé à la Cour-Rolland, route de Versailles à Choisy-le-Roi. A partir de ce moment, des gardes ou des travailleurs de tranchées sont fournis presque journellement par le bataillon pour les travaux d'approche du fort d'Issy.
Le 4 mai, trois compagnies partent pour la tranchée à cinq heures et demie du soir et elles rentrent le lendemain matin avec trois hommes blessés.
Le 6 mai, deux compagnies sont fournies le soir et elles rentrent le lendemain avec un homme blessé.
Le 7 mai, le bataillon est commandé pour aller occuper les postes avancés de Bagneux et de Fontenay-aux-Roses. Il part le soir et reçoit pendant toute la nuit une grêle de projectiles des forts de Montrouge, de Bicêtre et de la redoute des Hautes-Bruyères. Cette canonnade violente ne produit aucun effet, personne n'est atteint, et le bataillon rentre au bivouac le 8 au soir.
Le 10 mai, des travailleurs de tranchée sont encore fournis le matin et le soir, le travail se termine sans accident.
Le 12 mai, le 5e corpsvient s'établir du côté du Mont-Valérien. Le bataillon du 17e provisoire bivouaque derrière le mur du château de Buzenval et le soir, il repart avec toute la division, qui s'avance jusqu'au Mont-Valérien.
Le 12 mai au soir, on espère surprendre une porte de Paris mais l'opération ne réussit pas, et le bataillon revient à six heures du matin le 13 mai camper dans le parc de la Malmaison.
Le 14 mai, on change de bivouac, et toute la division se trouve réunie dans le  val de Saint-Cucufa, où elle prend du repos jusqu'au 17, pendant que la 1re division s'établit à Longchamps et ouvre une parallèle en arrière des lacs du bois de Boulogne.
Le 17 mai, la 2e division part à cinq heures du matin, pour relever la 1re division, qui doit prendre quatre jours de repos, et vient bivouaquer à Longchamps et dans le bois de Boulogne, la droite appuyée au cimetière. Les obus et les balles arrivent dans le camp et ne causent aucun accident; 150 travailleurs vont aux tranchées en avant des lacs.
Le 18 mai, à cinq heures du soir, 400 hommes partent comme soutien des travailleurs de tranchée. Les insurgés redoublent leur feu. Leur tir, guidé par la lumière électrique, rend impossible toute poursuite de cheminements et renverse même les travaux de tranchée entre les deux lacs.
Le 19 mai, on répare la brèche faite aux tranchées. Le feu est moins vif que la veille, et l'on rentre au bivouac de Longchamps à six heures du soir. Vers neuf heures, la canonnade et la fusillade redoublent d'intensité. Les projectiles éclatent dans le camp, et les soldats sont obligés de chercher un abri dans les tranchées. A minuit, deux compagnies partent comme soutien dans la batterie no 1 des lacs.
Le 20 mai, ces deux compagnies rentrent sans accident, mais le feu des communards continue à être dirigé sur le camp. Deux compagnies vont travailler aux tranchées en avant des lacs, du côté de la batterie de mortiers, pendant que les batteries établies dans le bois ouvrent le feu contre l'enceinte.
Le 21 mai, la 1re division vient relever la 2e division qui doit se reposer à son tour, et s'établit dans ce but sur la rive droite de la Seine, la gauche appuyée au parc du château de Suresnes.
Tout se prépare pour l'assaut qui doit être donné le 22 ou le 23 mai, lorsque la surprise de la porte de Saint-Cloud par le 4e corps vient précipiter les événements.

### Semaine sanglante

#### 22 mai
Le 5e corps reçoit l'ordre de prendre ses dispositions pour entrer dans Paris à la suite du 4e corps. La 1re division entre vers neuf heures du soir par la porte de Saint-Cloud, tourne ensuite à gauche, longe la fortification en prenant le boulevard Murat et arrive à la porte d'Auteuil, qu'elle dégage et par où entre vers trois heures du matin la brigade Cottret, qui s'était dirigée du pont de Suresnes sur ce point. La colonne continue sa marche par le boulevard Suchet jusqu'à la porte de Passy, qui est dégagée à son tour et par où pénètre la brigade de Courcy.
La position du château de la Muette, défendue par des murs, des fossés, des batteries, ainsi que la batterie formidable de la place d'Eylau, sont tournées et enlevées par la tête de colonne, et l'on arrivée l'Arc de Triomphe, où le bataillon du 17e provisoire s'arrête pour bivouaquer et garder l'artillerie de réserve dans les avenues de la Reine-Hortense, de Friedland et de Wagram.
Dans cette journée du 22 mai, le 5e corps s'avance par sa droite jusqu'à la gare Saint-Lazare, et par sa gauche jusqu'à la porte d'Asnières, après avoir enlevé une série de positions fortement défendues.

#### 23 mai
Le 23 mai est marqué par la prise des buttes Montmartre.
Le bataillon concourt à cette opération. Parti à cinq heures du matin, il suit l'avenue de la Reine-Hortense, gagne à travers le parc Monceau le haut du boulevard Malesherbes et la rue d'Asnières. La
colonne gagne ensuite la rue Legendre, défendue par des barricades enlevées vivement par le 15e provisoire qui se trouve en tête, et s'empare ensuite de l'église et du square des Batignolles. Le mouvement en avant continue par le square, la rue Cardinet, l'avenue de Saint-Ouen et la rue Lagille, pour prendre Montmartre à revers. Des coups de fusil partent des maisons, on les fouille aussitôt, et l'on arrête les coupables.
On prend ensuite les rues Ordener, de la Fontaine-du-But, Girardon, Norvins, Ravignan et la rue des Abbesses, par laquelle on arrive à cinq heures du soir sur la place de la mairie de Montmartre, où le bataillon bivouaque.
Le reste du 5e corps continue à se porter en avant jusqu'à la place Saint-Georges, Notre-Dame-de-Lorette et le collège Rollin.
La nuit on aperçoit au loin un incendie immense : ce sont les Tuileries, la Légion d'Honneur, la Cour des comptes et le Conseil d'État qui brûlent.

#### 24 mai
Le 24 mai, dans la matinée, de nouveaux incendies se déclarent au ministère des finances, au Palais-Royal, dans les rues de Rivoli et du Bac, quelques heures plus tard, le Palais de justice, le Théâtre-Lyrique, l'Hôtel-de-Ville sont livrés aux flammes. Tout le cours de la Seine, en amont de la place de la Concorde, paraît en feu. Des ordres sont donnés pour qu'un grand effort soit fait afin de couper l'incendie des monuments enflammés, et préserver du feu et des explosions
ceux qui ne sont pas encore atteints.
Le corps Clinchant doit occuper par sa droite la place de la Bourse, et se relier par sa gauche avec le 1er corps vers le Château-d'Eau.
La division Garnier, franchissant tous les obstacles, enlève le Conservatoire de musique, le Comptoir d'escompte, traverse le boulevard Montmartre, touche à la Bourse, tourne ensuite à gauche pour venir s'emparer du formidable ouvrage de la porte Saint-Denis.
Le bataillon du 17e provisoire, parti de Montmartre à midi, avait été chargé, vers deux heures, d'escorter de l'artillerie depuis la place Blanche jusqu'à la Bourse. Il y était arrivé vers minuit et y bivouaquait après avoir passé par le boulevard des Batignolles, les rues de Clichy, Chaptal, Notre-Dame-de-Lorette, Bourdaloue, de Châteaudun, de la Chaussée-d'Antin, le boulevard des Italiens, la rue Favart et la rue de Richelieu.

#### 25 mai
Le 25 mai, le corps Clinchant est chargé de l'attaque de la place du Château-d'Eau, défendue par de solides barricades. La 1re division est chargée de l'attaque par le côté nord des boulevards. La division Garnier est chargée de l'attaque par le côté sud.
Le bataillon du 17e laisse les sacs dans la Bourse et part à six heures du matin avec une compagnie du génie. 
La colonne suit les rues parallèles au boulevard, à chaque pas elle se heurte contre des barricades qu'elle prend d'assaut ou qu'elle tourne : une à la rue Montorgueil, une autre rue des Deux-Portes-Saint-Sauveur, une à l'angle de la rue des Gravilliers, une double barricade à droite sur la rue de Palestro et le boulevard de Sébastopol, défendue par deux canons, une autre double barricade défendue par un canon et une mitrailleuse à la jonction des rues de Turbigo et Réaumur, et
arrive devant les Arts-et-Métiers et l'église Saint-Nicolas-des-Champs. La 3e compagnie prend à la baïonnette une forte barricade sur le boulevard de Sébastopol, à l'angle de la rue Réaumur, et une deuxième barricade à l'angle de la rue du Caire, défendue par deux pièces de 12.
Par suite de ces divers mouvements, le Conservatoire des Arts-et-Métiers tombe entre nos mains, ainsi que le parc d'artillerie qui y est enfermé. Ce parc contient plus de 100 pièces de canon ou mitrailleuses, une quantité considérable de voitures et de munitions.
Vers deux heures, le bataillon est relevé et revient place de la Bourse. À six heures du soir, il laisse la 1re compagnie à la Bourse, pour garder les prisonniers, et vient prendre possession de l'école Turgot, rue de Turbigo.

#### 26 mai
Les jours suivants, le bataillon continue à occuper l'école Turgot.
Le 26 mai, la 1re compagnie, détachée à la Bourse depuis la veille, rejoint le bataillon vers quatre heures du soir.

#### 27 mai
Le 27 mai, la 2e compagnie est envoyée à la Bourse pour garder une batterie d'artillerie.

#### 28 mai
Le 28 mai, la 2e compagnie rejoint à dix heures du matin, et la 3e compagnie occupe la maison formant l'angle des rues de Turbigo et du Temple.

#### 29 mai
Le 29 mai, le bataillon quitte l'école Turgot à huit heures du matin, part de Paris avec le 5e corps et arrive à cinq heures du soir au camp de Satory.

#### 30 mai
Le 30 mai, les trois bataillons du 17e régiment d'infanterie provisoire se réunissent et viennent camper l'un à côté de l'autre.

#### Après la prise de Paris
Le 29 juin, le 17e provisoire part avec la division dès le point du jour, pour assister à la revue passée sur l'hippodrome de Longchamp, en présence du chef du pouvoir exécutif et de l'Assemblée nationale. Il rentre au camp à la nuit tombante.
Le 18 juillet, le 17e provisoire rentre à Paris avec le 5e corps pour y tenir garnison. Il est caserné d'abord à la rue de la Banque, aux Tuileries (côté de la porte sud) et à l'orangerie du jardin des Tuileries.
Quelque temps après, à la fin de septembre, il a deux bataillons à la caserne Napoléon et un bataillon aux Tuileries.
A la fin de mars, la 2e division du 5e corps est désignée pour venir s'établir au camp de Villeneuve-l'Étang. Elle arrive le 30 mars, et le
régiment s'installe dans le baraquement occupé précédemment par le 91e de ligne.
Le 1er mai, le 17e provisoire, en exécution du décret du 4 avril précédent, devient régiment définitif et prend le no 117 dans la série des régiments d'infanterie de ligne.

Les autres régiments de la division deviennent : 
le 13e provisoire, le 124e régiment d'infanterie de ligne ; 
le 14e provisoire, le 125e régiment d'infanterie de ligne ;  
le 15e provisoire, le 115e régiment d'infanterie de ligne.